# Ancita fasciculata
Ancita fasciculata là một loài bọ cánh cứng trong họ Cerambycidae.